# 畑矢敬治
畑矢 敬治（はたや けいじ）は、日本の元アマチュア野球選手（捕手）。

## 経歴・人物
平安高校では、3年生の時に、エースの門野利治とバッテリーを組み、1966年の春の選抜に捕手として出場。しかし、準々決勝で土佐高校に敗退する。同年の夏の選手権に出場し、準々決勝に進出するが、報徳学園高校に敗れた。
同年のドラフト会議で阪急ブレーブスから3位指名を受けたが、入団を拒否し、高校卒業後は京都大丸に入社した。
京都大丸では、エースの清水正輝とバッテリーを組み、都市対抗野球大会にも出場した。
引退後は定年まで社業に就き、母校の指導やグランド整備に携わっている。
昭和41年10月24日大分県佐伯市佐伯球場で天覧ホームランを打つ。